# 廷杖
廷杖，即是在朝廷上以荊條或竹板打人，是對朝中的官吏實行的一種懲罰，東漢、隋朝等都有廷杖的記錄，朱國楨認為廷杖最早始於唐代，明代以前各代的廷杖只是皇帝偶而動怒，即興所為，到了明代便逐漸形成制度，成為皇帝常用的懲罰朝臣的手段，惟非刑科給事中僉簽駕帖，則不得杖耳。笞大頭徑二分七釐，小頭徑一分七釐，訊杖大頭徑四分五釐，小頭徑三分五釐。以上皆以荊為之，長俱三尺五寸。

## 歷史

### 明朝前
《太平御覽》卷650引《後漢紀》記載，漢明帝時期“政事嚴峻，九卿皆鞭杖”。《隋書·刑法志》則說，隋文帝“每於殿廷打人，一日之中，或至數四”。

### 明朝
明代的廷杖始於朱元璋，但有紀錄者僅茹太素，明代前期建文、永樂、洪熙、宣德皆無廷杖紀錄，明英宗廷杖數位捲入明景帝間政治鬥爭的大臣，爾後憲宗、正德、嘉靖，因大禮議及出巡被阻等君臣爭執，曾大規模施行廷杖，天啟朝魏忠賢把持朝政，則動用過三次廷杖。
負責行刑的是錦衣衛的校尉，監刑的是司禮監太監。「洪武六年，工部尚書王肅坐法當笞，太祖曰：『六卿貴重，不宜以細故辱，命以俸贖罪。』後羣臣罣誤許以俸償始此。」正德元年（1506年），劉瑾逐劉健、謝遷，激起士人共憤，給事中艾洪、南京給事中戴銑、御史薄彥徽等二十一人，或獨自具名，或幾人聯名，上疏請求保留劉、謝二人。最後皇帝將這二十一人全部逮捕，各廷杖三十。戴銑死於杖下，蔣欽三次被杖，三天後死在獄中。正德十四年（1519年），以諫止南巡，廷杖舒芬、黃鞏等百四十六人，死者十一人。天啟時，太監王體奉赦大審，重笞戚畹李承恩，以悅魏忠賢。於是萬燝、吳裕中斃於杖下，台省力爭不得。熹宗時魏忠賢掌權，劉業、楊玉珂、工部郎中萬燝等七十多人，輪番猛批魏忠賢。其中萬燝曰：“忠賢盡竊大權，生殺予奪，在其掌握。致內廷外朝，止知有忠賢，不知有陛下。豈可一日尚留左右。”魏忠賢大怒，廷杖萬燝一百，四天后，萬燝死去，御史吳裕也被活活打死。天啟二年，文震孟上疏指明熹宗是傀儡，魏忠賢見疏大怒，欲杖八十，後以流放了事。

### 清朝
清朝廷杖較明朝少見，多半以奏疏不當或犯聖違逆者，加以「殊屬喪心病狂」、「妄議朝政」之罪以大逆條例論。光緒二十年十月二十八日珍妃遭到了「褫衣廷杖」，在清朝歷史上，皇妃遭受廷杖是第一次。

## 評說
孟森說：“至明之廷杖雖酷，然正人被杖，天下以為至榮，終身傾慕，此猶太祖以來，與臣下爭意氣不與臣下爭是非所養成之美俗。”
黃仁宇評說：“有的人卻正好把這危險看成表現自己剛毅正直的大好機會，即使因此而犧牲，也可以博得舍生取義的美名而流芳百世。”